# 毒腺
毒腺（どくせん）は、有毒物質を分泌する腺または腺に相当する器官。これは毒牙や毒針などの毒を注入させる器官とつながってひとつの器官系をなしていることが多い。

## 脊椎動物の毒腺
爬虫類では口付近の唾液腺（口唇腺や舌下腺など）が変化した器官として存在する。一部のヘビ亜目の構成種（上顎）やトカゲ亜目のドクトカゲ科（下顎）が持つ。両生類では皮膚腺が変化したものとしてある。魚類では皮膚腺としてあるほか、鰭や棘の根元に特別に存在する。

## 節足動物の毒腺
ハチは腹部先端に、毒針の先端または根元で開口する毒腺を持つ。クモやムカデなどでは大顎などの口器の先端で開口する毒腺を持つ。サソリでは尾節先端の突起で開口する毒腺を持つ。